# Arthropteris beckleri
Arthropteris beckleri är en spjutbräkenväxtart som först beskrevs av William Jackson Hooker, och fick sitt nu gällande namn av Georg Heinrich Mettenius. Arthropteris beckleri ingår i släktet Arthropteris och familjen Nephrolepidaceae. Inga underarter finns listade.